# Santa María la Real de Nieva
Santa María la Real de Nieva è un comune spagnolo di 1 242 abitanti situato nella comunità autonoma di Castiglia e León.